# Swallowed
 (mai 2021).
Si vous disposez d'ouvrages ou d'articles de référence ou si vous connaissez des sites web de qualité traitant du thème abordé ici, merci de compléter l'article en donnant les références utiles à sa vérifiabilité et en les liant à la section « Notes et références ».
Pour le film américain, voir Dévorant.
Swallowed est une chanson du groupe de rock alternatif britannique Bush. 
Elle est sortie le 15 octobre 1996 en tant que premier single de l'album de 1996 du groupe, Razorblade Suitcase, qui a dominé le classement américain Billboard 200. Elle a ensuite figuré dans l'album de remix Deconstructed, l'album live Zen X Four et la compilation des plus grands succès de Bush. 
La chanson Swallowed parut seulement six mois après la publication de Machinehead, le cinquième et dernier single du premier album du groupe Sixteen Stone. 